# Syritta austeni
Syritta austeni är en tvåvingeart som beskrevs av Mario Bezzi 1915. Syritta austeni ingår i släktet kompostblomflugor, och familjen blomflugor.
Artens utbredningsområde är Sierra Leone. Inga underarter finns listade i Catalogue of Life.